# Castillo de Alba (Somiedo)
El castillo de Alba de Somiedo es una fortaleza española situada en las cercanías de Pola de Somiedo, en el concejo de Somiedo, en Asturias. 
Este castillo medieval, que se cree que pertenece al siglo XIII, se sitúa en la Sierra de Perlunes y actualmente está en ruinas. Sólo se conservan restos de la muralla, el torreón y el foso.
Su primera mención documental data de 1272. A mediados del siglo XV, Martín de Quirós reedificó la fortaleza, que pasó, por compra, a manos de Diego Fernández de Quiñones, primer Conde de Luna, que en 1480 la tomó por la fuerza de las armas, en el contexto de las luchas de este noble con el concejo de Somiedo y su primo Diego de Quiñones y Tovar, que provocarían la intervención de los Reyes Católicos, que eliminaron todos sus privilegios en 1496, para incorporar el concejo al realengo.